# Скотт (округ, Вірджинія)
Шаблон:StateAbbr_ 36°43′ пн. ш. 82°36′ зх. д. / 36.72° пн. ш. 82.6° зх. д.
Округ  Скотт (англ. Scott County) — округ (графство) у штаті  Вірджинія, США. Ідентифікатор округу 51169.

## Історія
Округ утворений 1814 року.

## Демографія
За даними перепису 2000 року загальне населення округу становило 23403 осіб, зокрема міського населення було 4286, а сільського — 19117. Серед мешканців округу чоловіків було 11297, а жінок — 12106. В окрузі було 9795 домогосподарств, 7023 родин, які мешкали в 11355 будинках. Середній розмір родини становив 2,82.
Віковий розподіл населення поданий у таблиці:
| Стать    | До 15 років | 15-21 | 22-29 | 30-39 | 40-49 | 50-65 | 65-85 | Понад 85 |
| -------- | ----------- | ----- | ----- | ----- | ----- | ----- | ----- | -------- |
| Чоловіки | 2036        | 953   | 1032  | 1661  | 1715  | 2232  | 1528  | 140      |
| Жінки    | 1951        | 913   | 1071  | 1598  | 1727  | 2354  | 2108  | 384      |

## Суміжні округи
- Вайз — північ
- Расселл — північний схід
- Вашингтон — схід
- Салліван, Теннессі — південний схід
- Гокінс, Теннессі — південь
- Генкок, Теннессі — південний захід
- Лі — захід

## Виноски
1. ↑  U.S. Decennial Census. United States Census Bureau. Архів оригіналу за 19 липня 2018. Процитовано 5 січня 2014.
2. ↑  Historical Census Browser. University of Virginia Library. Архів оригіналу за 11 серпня 2012. Процитовано 5 січня 2014.
3. ↑  Population of Counties by Decennial Census: 1900 to 1990. United States Census Bureau. Архів оригіналу за 15 грудня 2013. Процитовано 5 січня 2014.
4. ↑  Census 2000 PHC-T-4. Ranking Tables for Counties: 1990 and 2000 (PDF). United States Census Bureau. Архів оригіналу (PDF) за 18 грудня 2014. Процитовано 5 січня 2014.
5. ↑  County Population Totals and Components of Change: 2010-2018. Архів оригіналу за 18 квітня 2019. Процитовано 25 травня 2019.
6. ↑  American FactFinder. Бюро перепису населення США. Архів оригіналу за 26 лютого 2012. Процитовано 31 січня 2008. [Архівовано 2008-05-21 у Wayback Machine.]

| США | Це незавершена стаття з географії США. Ви можете допомогти проєкту, виправивши або дописавши її. |